# Trailokja
A trailokja vagy trilokja (szanszkrit: त्रैलोक्य, páli: tiloka, wylie: khams gsum) magyar fordítása "három világ".
Ezt a három világot megkülönbözteti a hinduizmus és megjelennek már a korai buddhista szövegekben is.

## Buddhista kozmológia
A buddhizmusban a három világ a következő helyeken történő karmikus újjászületésekre vonatkozik:

## Kámalóka
Az érzéki vágyak birodalmába (páli: Kámaloka; tib:  'dod pa'i khamsz; jap: 欲界 Joku-kai) született lények boldogsági szintje különbözik, azonban mindannyian - anágámik, arhatok és buddhák kivételével - Mára démon uralma alá tartoznak és érzéki vágyaktól függenek, amely szenvedést okoz számukra.

## Rúpalóka
A rúpa-vacsara vagy "Alakok birodalma", ahogy a neve is utal rá, az első fizikális birodalom. Lakóinak van valamiféle teste és elhelyezkedése a térben. Az élőlények teste finom anyagból készült, amely maga láthatatlan a káma-vacsara lakói számára. Az alakok birodalmának lakói nem érzékelik az öröm és a fájdalom szélsőséges fajtáit és nem vágyakoznak az érzékeiket kielégítő dolgok után - mint ahogy a káma-vacsara lakói. Ebben a világban a testeknek nincs neme.
Az arúpa-vacsara lakóihoz hasonlóan a rúpa-vacsara élőlényeinek a tudata is a négy dhjána tudatállapot egyik megfelelője. Az ő esetükben ez az alsó négy dhjánát jelenti. Mindegyik dhjánának megfelelő tudatállapot fel van osztva további létsíkokra: 7-3-3-3, így jön ki összesen a 16.

## Arúpalóka
Az arúpa-vacsara-nak (szanszkrit), Arúpalóka-nak (páli) (Tibeti: gzugsz med pa'i khamsz; Japán: 無色界 Musiki-kai) vagy "forma nélküli birodalomnak" nem lenne helye egy tisztán fizikális kozmológiában, ugyanis egyik lakójának sincs se formája, se elhelyezkedése; ezért aztán magának a birodalomnak sincs. Ez a birodalom azon dévákhoz tartozik, akik előző életükben elérték és megmaradtak az arúpadhjána meditáció négy forma-nélküli elnyelésben (csatuh-szamápatti).  bodhiszattvák viszont soha nem születnek az arúpa-vacsrába, még akkor sem, ha elérték az arúpadzshánákat.

## Hindu keresztnév
A Trailokja szintén egy hindu keresztnév, főleg a daivadnja brahmin kaszton belül.

## Külső hivatkozások
- Bullitt, John T. (2005). The Thirty-one Planes of Existence. Hozzáférés ideje: 2007-04-30 from "Access to Insight" at http://www.accesstoinsight.org/ptf/dhamma/sagga/loka.html.
- 31 Planes of Existence by Bhante Acara Suvanno
- 31 Planes of Existence - chart